# J. Edgar Hoover
J. Edgar Hoover, właśc. John Edgar Hoover (ur. 1 stycznia 1895 w Waszyngtonie, zm. 2 maja 1972 tamże) – amerykański prawnik, dyrektor FBI w latach 1924–1972.

## Wczesne życie i edukacja
John Edgar Hoover przyszedł na świat 1 stycznia 1895 roku w stolicy Stanów Zjednoczonych, Waszyngtonie. Jego rodzicami byli Anna Marie i Dickerson Naylor Hoover. Był blisko związany z matką przez całe życie, uważał ją za swojego moralnego przewodnika. Ojciec Johna Edgara cierpiał na depresję, kilka lat spędził w klinice psychiatrycznej. 
Hoover uczęszczał do Central High School, gdzie poza lekcjami m.in. brał udział w licznych debatach, a także śpiewał w chórze. W wieku 18 lat zaczął pracować w Bibliotece Kongresu. Hoover wskazywał po latach, że praca tam stała się podstawą do jego przyszłej pracy nad dowodami i informacjami w FBI. W młodości myślał nad karierą pastora, zdecydował się jednak na studia prawnicze. 
Hoover uzyskał licencjat z dziedziny prawa na George Washington University Law School w 1916 roku, a w kolejnym roku otrzymał tytuł magistra. 

## Kariera

### Początki w Departamencie Sprawiedliwości
Wkrótce po uzyskaniu tytułu magistra, 26 lipca 1917, Hoover został zatrudniony przez amerykański Departament Sprawiedliwości, dzięki czemu uniknął także poboru do wojska. Rok później został mianowany asystentem prokuratora generalnego. W 1919 roku został mianowany przez prokuratora generalnego A. Mitchella Palmera szefem nowo utworzonego General Intelligence Division, organizacji zajmującej się śledzeniem radykałów politycznych. Jesienią 1920 miały miejsce organizowane przez Palmera i Hoovera tzw. "naloty Palmera", czyli masowe obławy na anarchistów przeprowadzone jednocześnie w różnych miastach Stanów Zjednoczonych, zakończone deportacją wielu obcokrajowców o radykalnych poglądach.

### Biuro Śledcze
W 1921 wstąpił do Biura Śledczego (które w 1935 zostało przemianowane na Federalne Biuro Śledcze, FBI). Trzy lata później, w wieku 29 lat, otrzymał nominację na jego dyrektora. Gdy Hoover obejmował stanowisko, FBI zatrudniało ok. 650 pracowników, w tym 441 agentów specjalnych. Rozbudował w jego ramach skutecznie działającą agencję do walki z przestępczością kryminalną, tworząc scentralizowaną bazę danych o odciskach palców, laboratoria kryminalistyczne i szkoły policyjne. Po objęciu władzy w BI Hoover przeprowadził czystkę wśród agentów, która miała na celu zwolnienie tych skorumpowanych i oskarżonych o korupcję, w 1925 opracował kodeks postępowania dla śledczych. Zwolnił także kobiety pracujące tam jako agentki specjalne, a zakaz wykonywania tej funkcji przez kobiety utrzymywał się w FBI aż do końca kierowania nim przez Hoovera w 1972 roku. J. Edgar twierdził, że kobiety nie nadają się do pracy w charakterze agentów specjalnych, ze względu na ich "nieprzewidywalny" charakter i lepiej sprawdzają się jako pracowniczki biura.
W okresie prohibicji w Stanach Zjednoczonych miał miejsce rozkwit przestępczości zorganizowanej, konkurującej o rynek handlu nielegalnym alkoholem. Hoover postanowił stanąć w opozycji do postępującej romantyzacji i popularności niektórych gangsterów (np. Bonnie i Clyde'a). Za cel obrał stworzenie z Biura symbolu porządku i prawa. Agenci Biura, często nazywani G-Men (Government Men) przeważnie byli biali i wykształceni. Jako dyrektor dbał o rozgłos prowadzonych przez Biuro akcji i sukcesów podwładnych mu agentów w ściganiu przestępców, kierowana przez niego agencja stała się szerzej znana przez opinię publiczną na przełomie lat 20. i 30. XX wieku. Pod jego kierownictwem zarówno struktury jak i zakres obowiązków agencji rósł.
W 1934 roku prezydent Roosevelt przyznał agentom prawo do noszenia broni i dokonywania aresztowań.

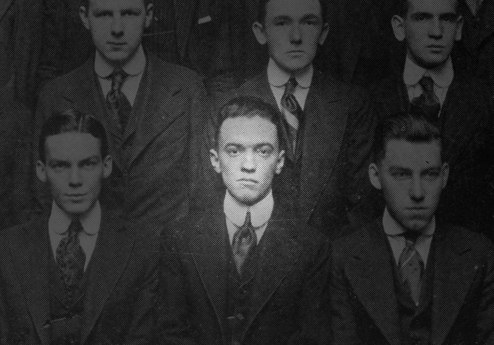
Młody Hoover w 1916 r.

### Federalne Biuro Śledcze

#### Lata 30. XX wieku
Za prezydentury Franklina Delano Roosevelta agencja została podniesiona do rangi Wydziału Śledczego. Hoover zabiegał by jego organizacja miała charakterystyczną nazwę, różniącą się od pozostałych wydziałów śledczych. W 1935 miało miejsce utworzenie Federalnego Biura Śledczego.
W latach 1933–1935 Biuro prowadziło liczne, nadzorowane przez Hoovera akcje wymierzone w szeroko znanych gangsterów m.in. Johna Dillingera, Machine Guna Kelly'ego, Baby Face'a Nelsona czy Pretty Boya Floyda. Wraz z prowadzonymi zmaganiami miały miejsce głośne porażki m.in. nalot agentów na leśny hotel "Little Bohemia", w którym przebywał John Dillinger. Podczas akcji zginął jeden funkcjonariusz i niewinny robotnik, a Dillingerowi i pozostałym przestępcom udało się uciec. Hoover był wtedy bliski utraty stanowiska. Wkrótce jednak, po ogłoszeniu Dillingera "wrogiem publicznym numer jeden" i donosowi na niego, Dillinger został odnaleziony i zastrzelony na ulicy.
W latach 30. Hoover uporczywie zaprzeczał istnieniu przestępczości zorganizowanej w Stanach Zjednoczonych. Część badaczy uważa, że było to związane z posiadaniem przez amerykańską mafię kompromitujących materiałów dotyczących Hoovera.

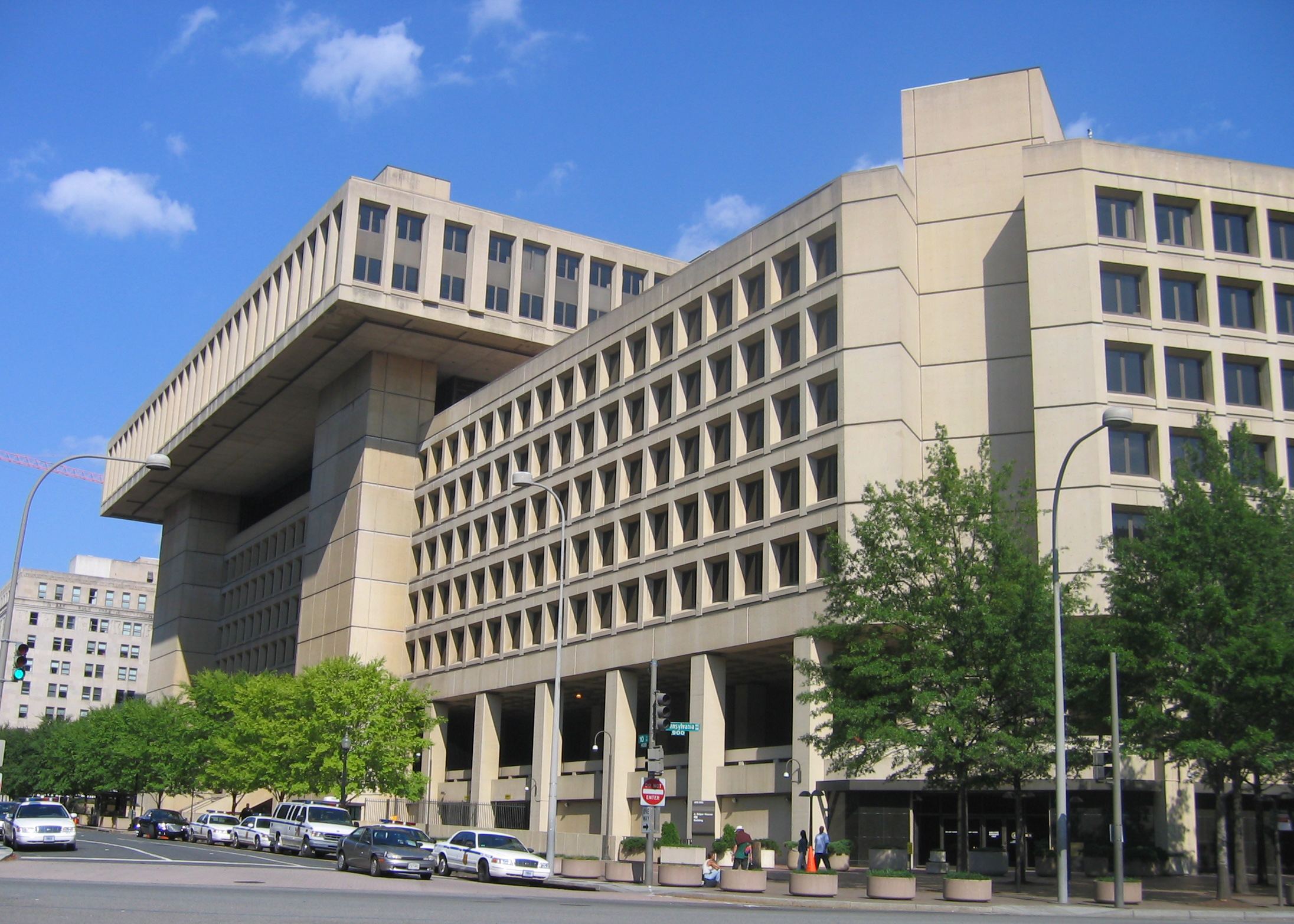
Siedziba FBI imienia J. Edgara Hoovera

W latach trzydziestych prezydent Roosevelt zlecił szefowi FBI zbadanie działania obcych wywiadów w Stanach Zjednoczonych, szczególnie aktywności komunistów i faszystów. Roosevelt przyznał pozwolenie agentom FBI do podsłuchiwania "podejrzanych o działalność wywrotową". Każdorazowe podsłuchiwanie miało być konsultowane przez agencję z prokuratorem generalnym.

#### Lata 40. i 50. XX wieku
Wraz z wybuchem II wojny światowej FBI przejęło kontrolę nad działaniami kontrwywiadowczymi w Stanach Zjednoczonych. Prezydent Roosevelt zlecił także agencji kierowanej przez Hoovera prowadzenie wywiadu również za granicą. Biuro zaczęło badać przeszłość pracowników rządowych pod kątem podejrzeń o szpiegostwo i infiltrację rządu.
Wraz z nadejściem okresu zimnej wojny Hoover zwiększył nacisk na zwalczanie komunizmu, który uważał za zagrożenie. Obrazuje to chociażby przykład sprawy Algera Hissa, urzędnika podejrzanego o przynależność do Partii Komunistycznej. Hiss był intensywnie inwigilowany przez agentów FBI, aż do skazującego go wyroku. Proces uznaje się za początek epoki "polowania na czarownice".
W 1956 John Edgar Hoover rozpoczął trwającą przez ok. 15 lat działalność programu COINTELPRO, która miała na celu nie tylko infiltrację, ale także rozbicie Komunistycznej Partii Stanów Zjednoczonych. Operacja jednak szybko przekroczyła założone granice, obejmując pod swoje działania różne, inne organizacje m.in. Czarne Pantery, Ku Klux Klan, Socjalistyczną Partię Robotniczą (SWP) czy Nacjonalistyczną Partię Puerto Rico. Działania agentów obejmowały nie tylko inwigilację, ale nawet nękanie i inne działania daleko wykraczające poza uprawnienia agencji.

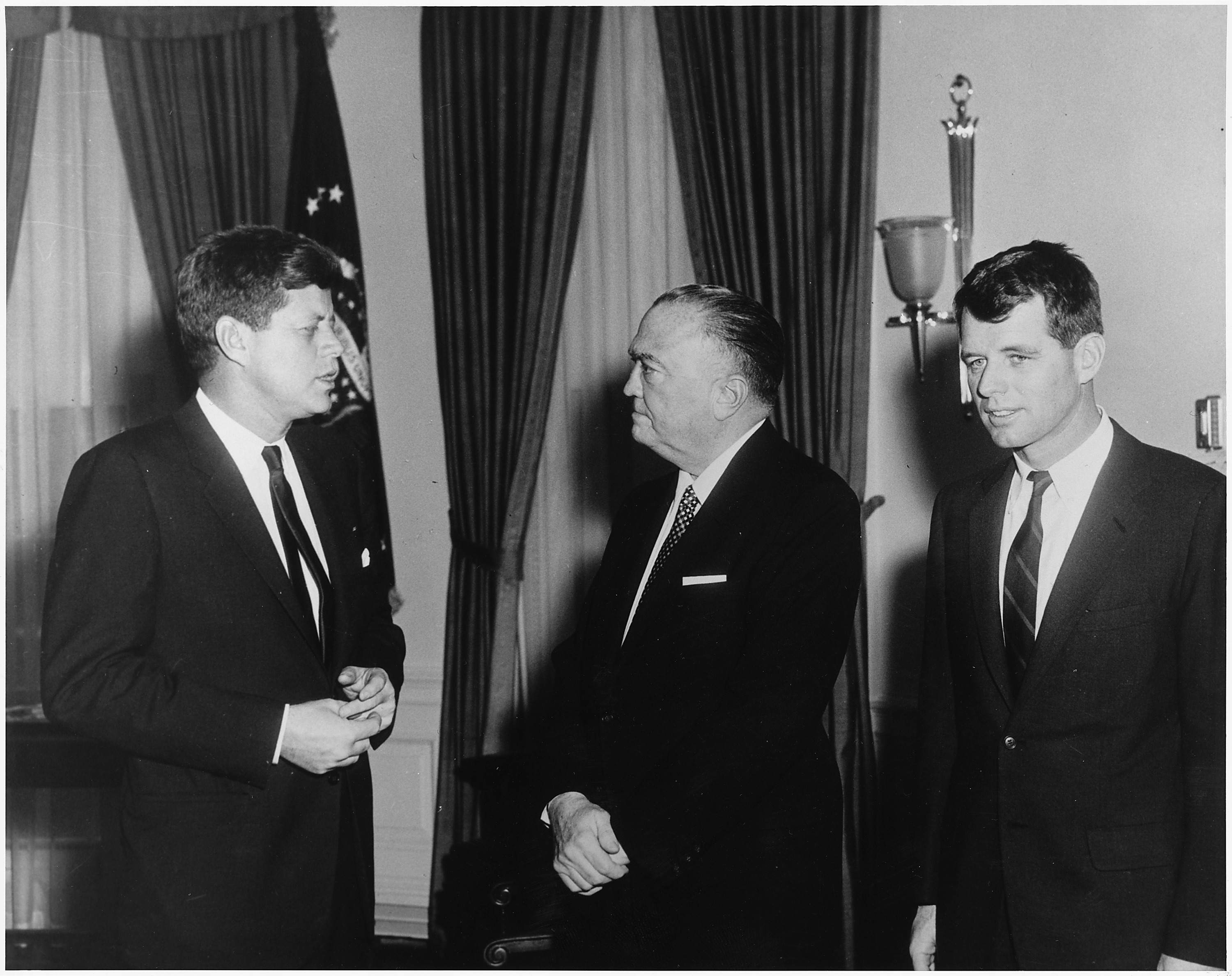
Prezydent John F. Kennedy, J. Edgar Hoover i prokurator generalny Robert F. Kennedy w 1961

#### Lata 60. i 70 XX wieku
W latach 60. FBI pod kierownictwem J. Edgara Hoovera monitorowało znane postaci z działalności na rzecz praw obywatelskich m.in. Johna Lennona, Malcolma X i Muhammada Ali.
Hoover regularnie prowadził działania wymierzone w Martina Luthera Kinga, do tego stopnia, że niektórzy nazywali Kinga obsesją Hoovera. FBI szeroko inwigilowało Kinga m.in. podsłuchiwało, za zgodą wydaną przez prokuratora generalnego - Roberta Kennedy'ego. Agenci FBI wysłali żonie pastora anonimowy list z pogróżkami i kasetą, która zawierała dowód na zdrady Kinga.
Hoover przez lata gromadził materiały kompromitujące znanych i wpływowych ludzi. Liczne są spekulacje na temat tego, że to miało go utrzymywać przez lata na stanowisku. Część biografów uważa, że miał mieć materiały kompromitujące chociażby H. Trumana, J.F. Kennedy'ego czy R. Nixona.
Na początku lat 70. XX wieku nasiliły się głosy krytyki wobec metod kierowania FBI przez Hoovera, które były powszechnie określane jako "autorytarne".
Zmarł we śnie 2 maja 1972 r. w wieku 77 lat. Był dyrektorem FBI przez 48 lat.
Hoover służył ośmiu prezydentom, od Calvina Coolidge’a do Richarda Nixona.

## Życie prywatne

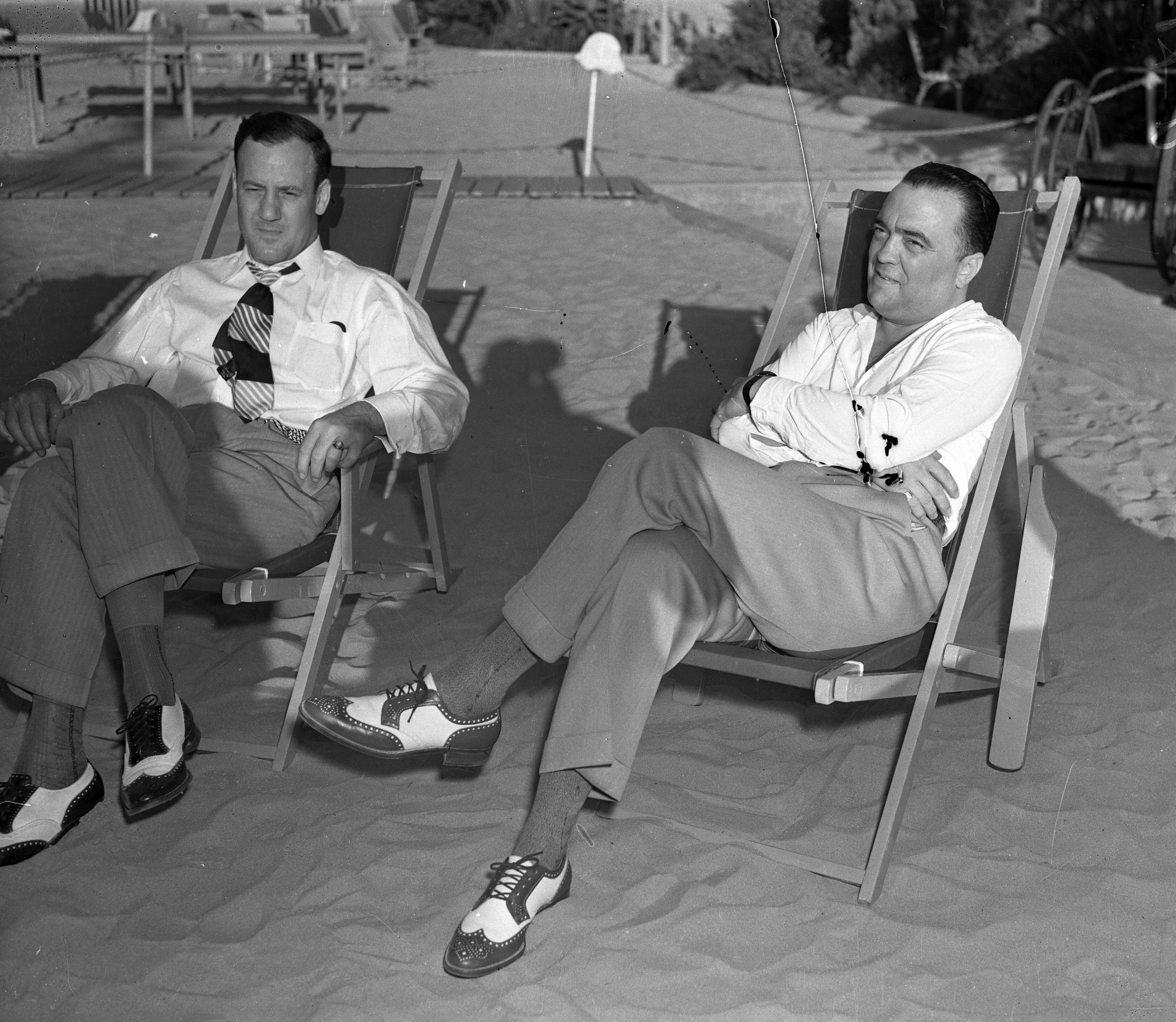
Hoover i Tolson w 1939

Hoover nigdy się nie ożenił ani też nie jest znany jakikolwiek jego związek uczuciowy. Od lat nie ustają spekulacje co do jego orientacji seksualnej, których źródłem jest zażyła więź, jaka łączyła Hoovera z jego wieloletnim zastępcą Clyde'em Tolsonem. Obaj mężczyźni przez lata byli prawie nierozłączni. W testamencie Hoover zapisał Tolsonowi swój majątek.
Mieszkał z matką aż do jej śmierci, gdy miał 43 lata.
Prawdopodobnie posiadał największy na świecie zbiór materiałów pornograficznych obejmujący ludzi wysoko postawionych i celebrytów, które były zapewne wykorzystywane w celu ich szantażowania. 

## W kulturze
- J. Edgar – film z 2011 roku w reżyserii Clinta Eastwooda, będący biografią Johna Edgara Hoovera. W tytułowej roli wystąpił Leonardo DiCaprio.
- Czas krwawego księżyca - film z 2023 roku w reżyserii Martina Scorsese, w której John Edgar Hoover nadzoruje sprawę wielu podejrzanych śmierci członków plemienia Osagów.